# 大普尔特尼街

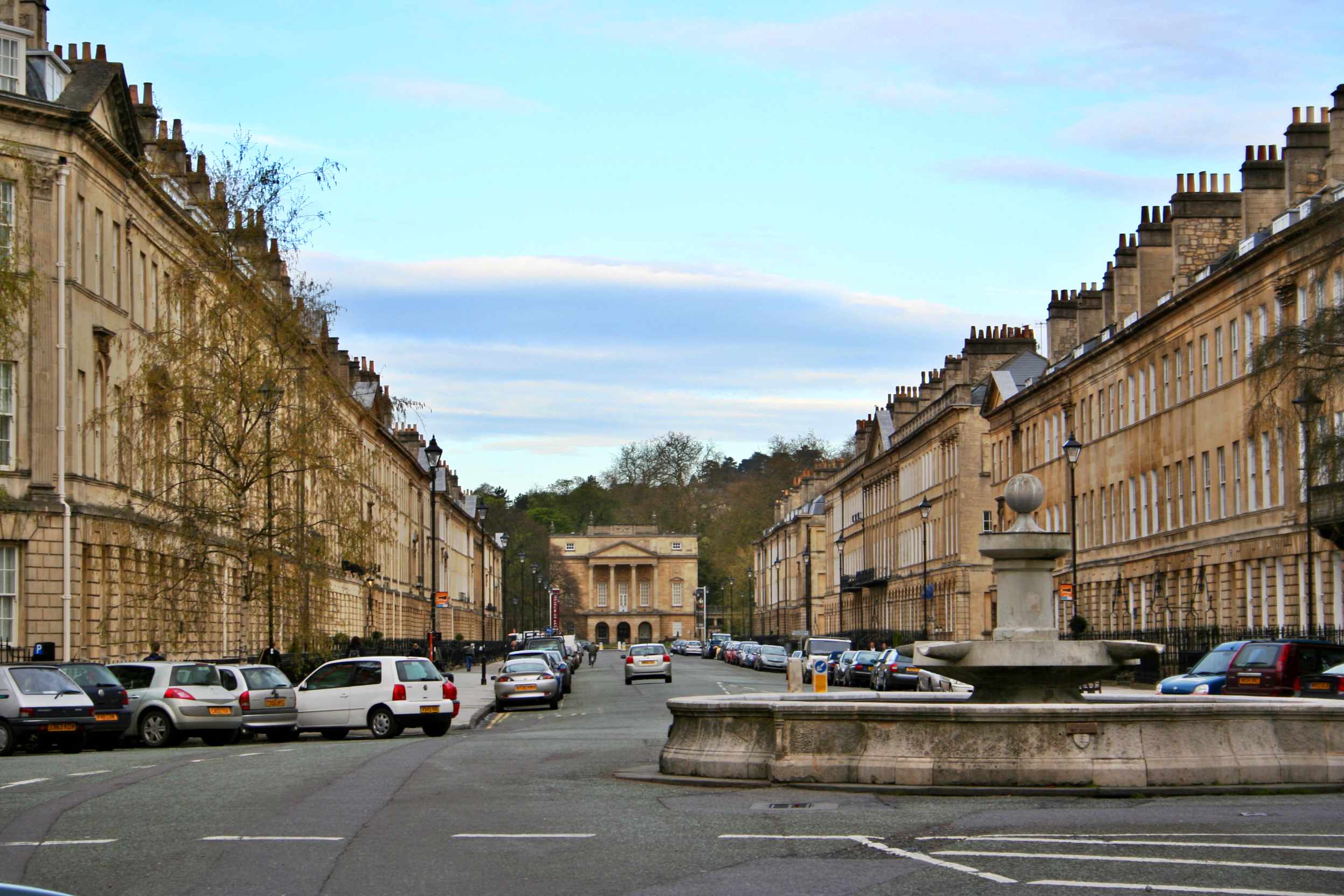
大普尔特尼街

大普尔特尼街（Great Pulteney Street）是英国巴斯的一条重要街道，开辟于1789年。
大普尔特尼街长1,000英尺（300），宽100英尺（30），是该市最宽的街道。建筑师只建造立面，而开发商建造后面真正的建筑。因此虽然这些建筑外表相似，但是内部特征非常不同。

## 圖集

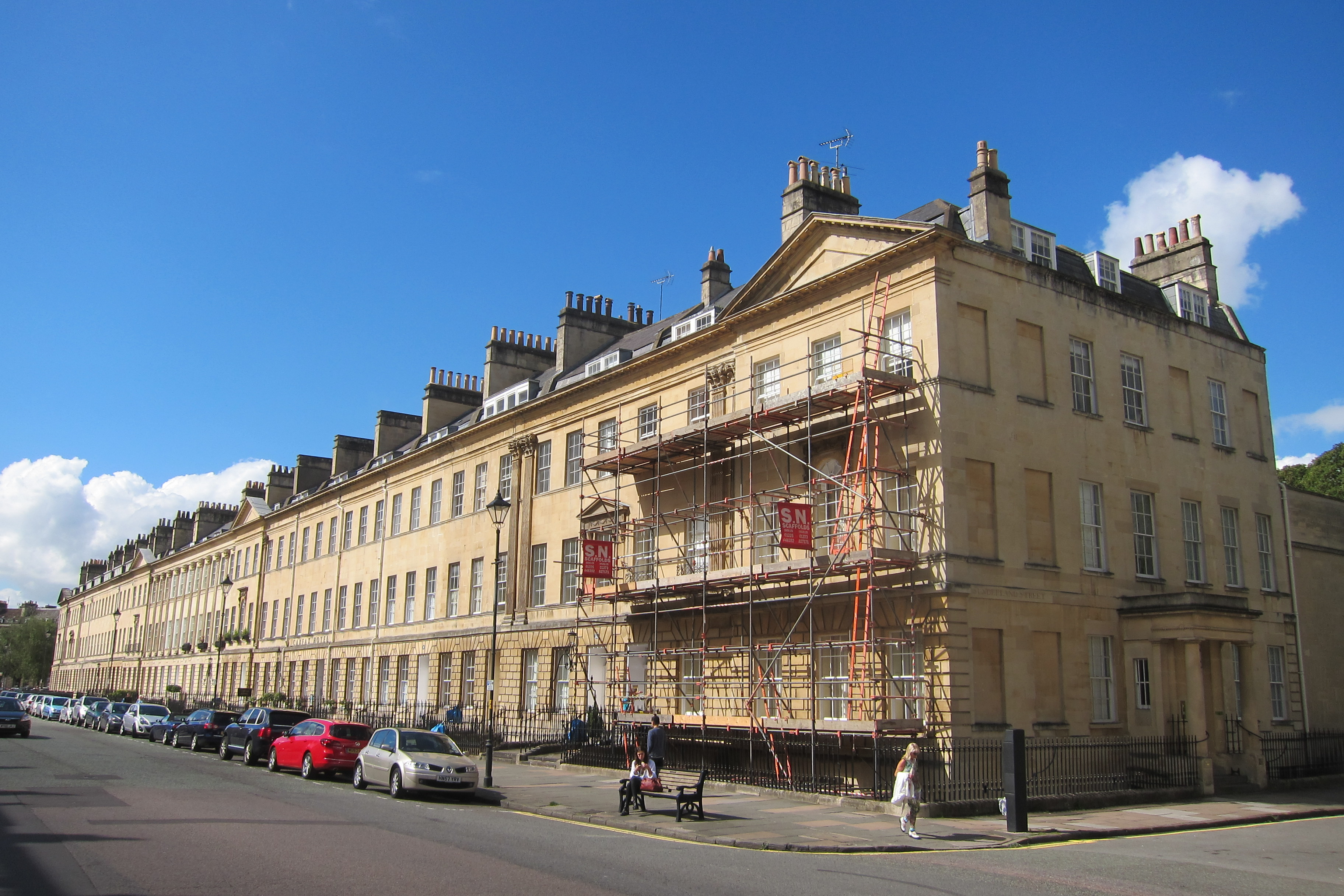
大普尔特尼街8-20号
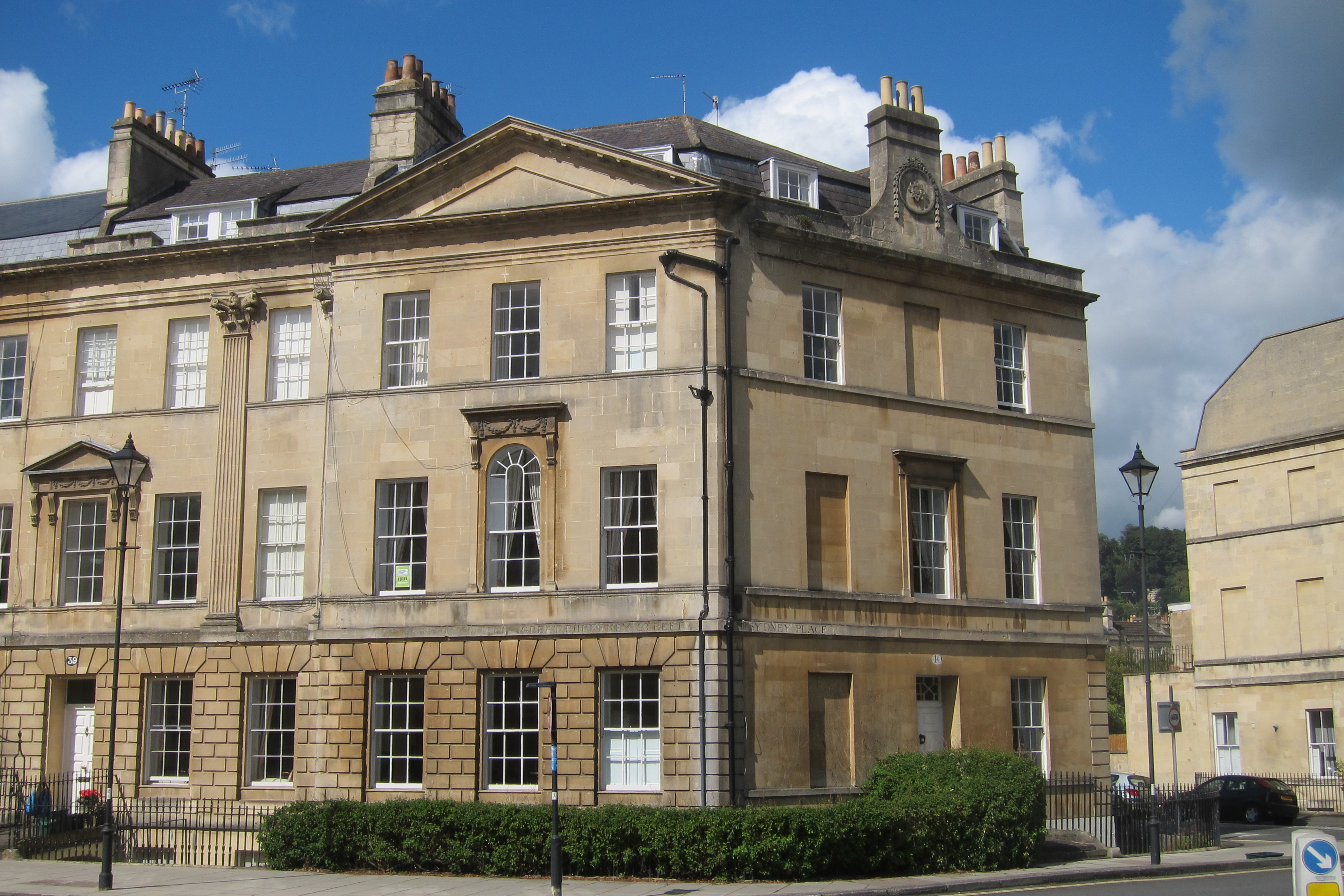
大普尔特尼街40
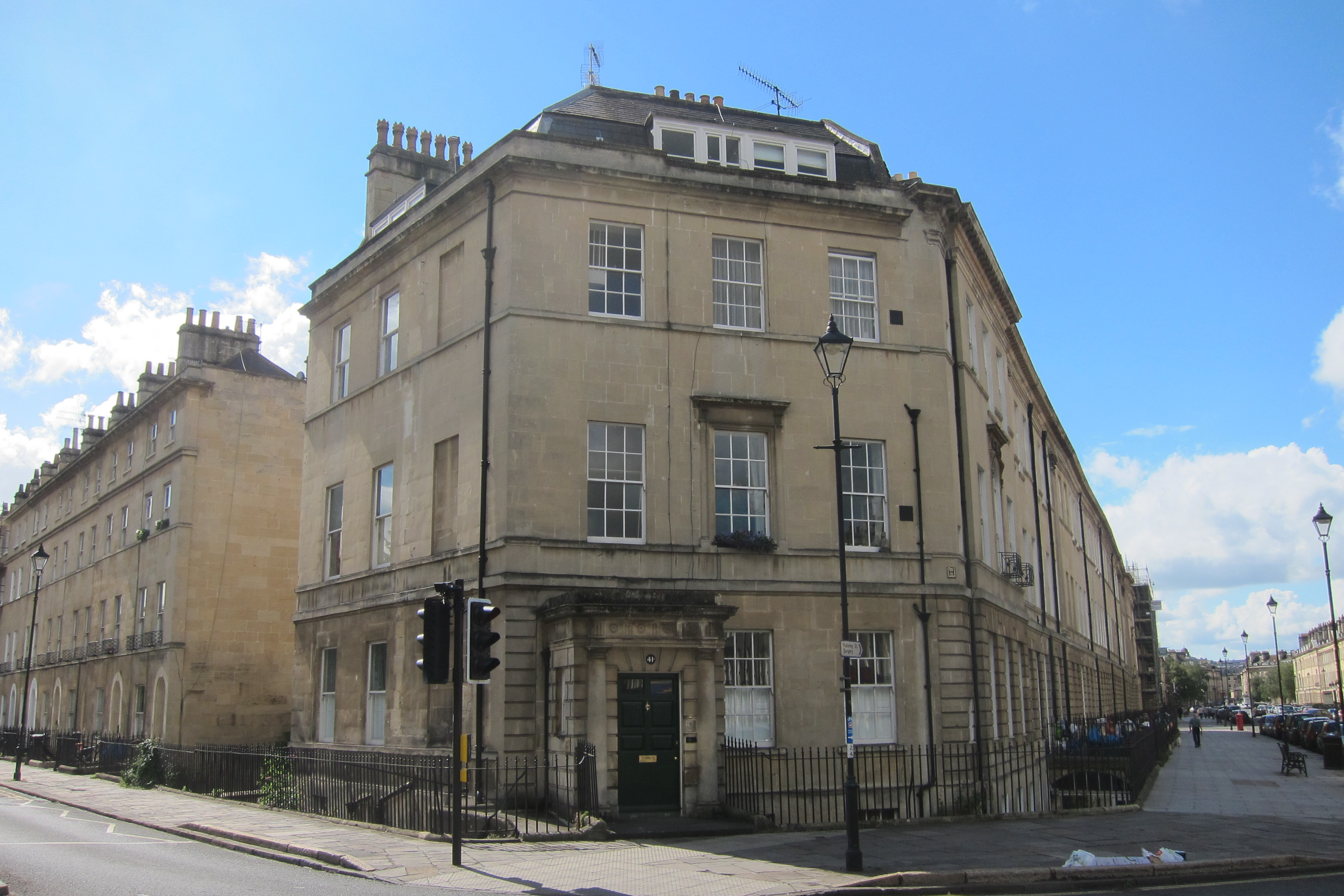
大普尔特尼街41A
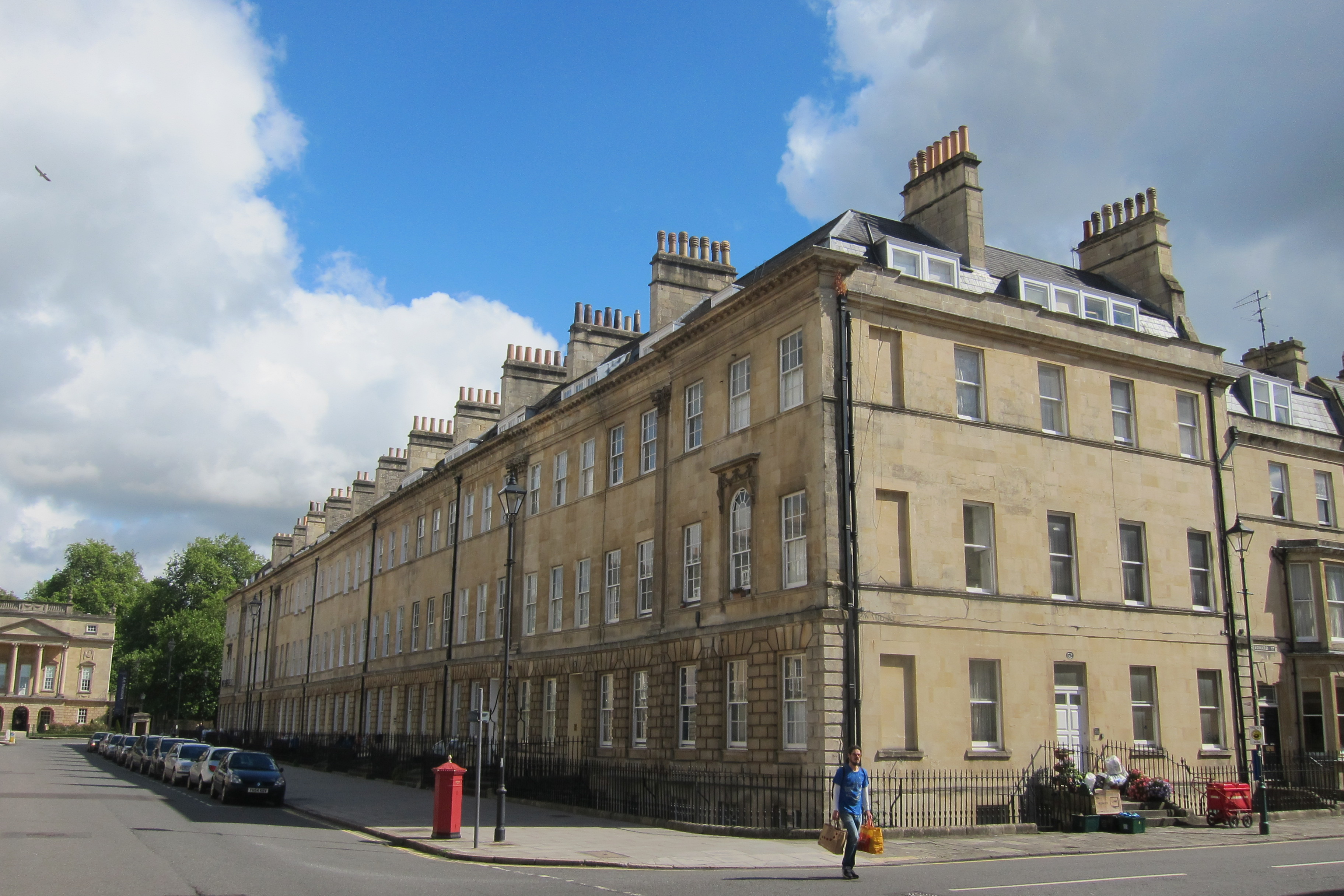
大普尔特尼街42-52
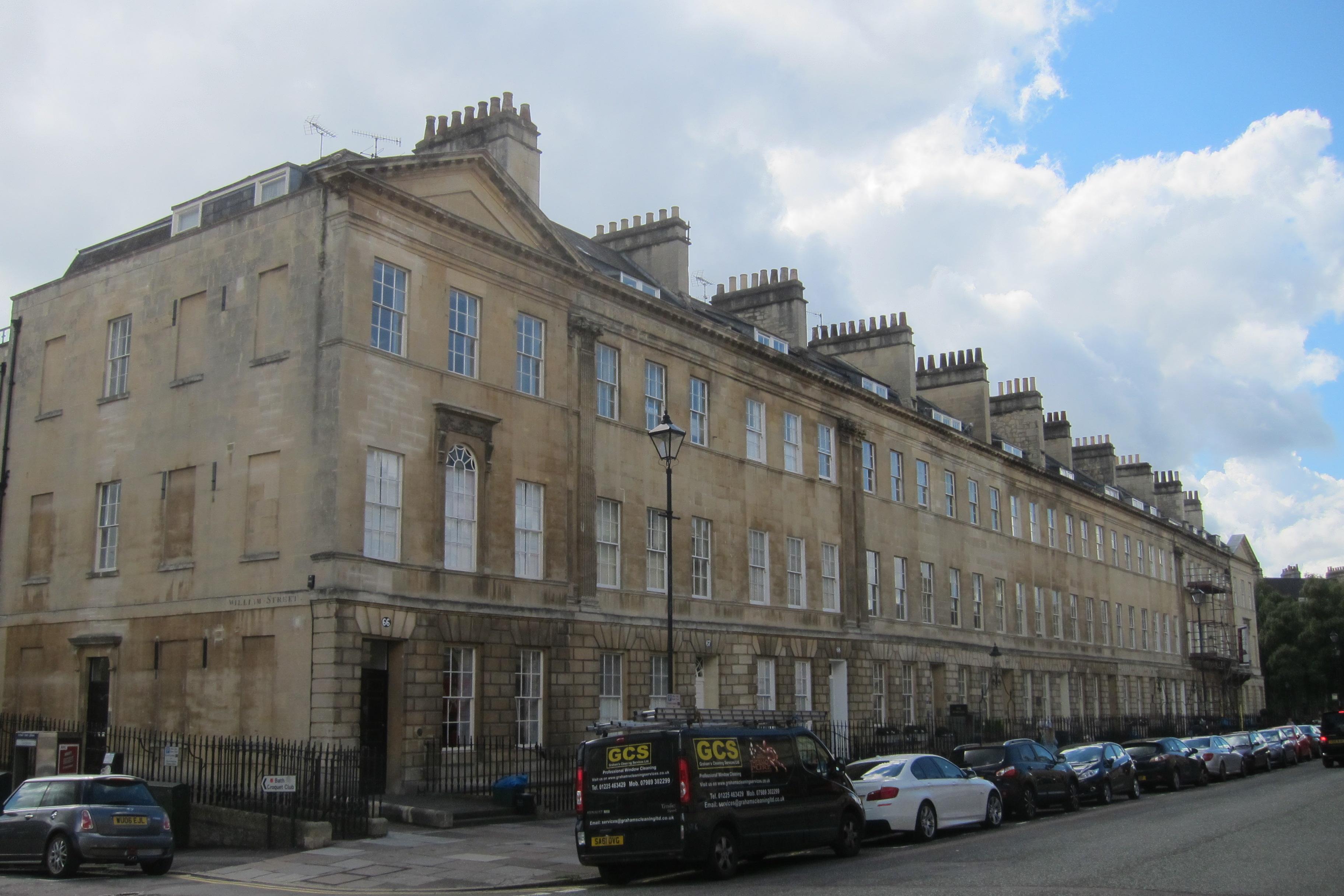
大普尔特尼街66-77